# Сабуров, Семён Фёдорович Пешко
Семён Фёдорович Пешко (Пешек) Сабуров (ум. 1484) — костромской землевладелец, боярин великой княгини Марии Ярославны, а затем углицкого князя Андрея Васильевича Большого, сын Фёдора Ивановича Сабура. Родоначальник рода Пешковых-Сабуровых, который пресёкся в конце XVI века.

## Биография
Первоначально он служил в Ростове боярином матери Ивана III великой княгине Марии Ярославны. В 1462 году, после смерти Василия II, образовался Вологодский удел, как часть наследства дмитровского князя Андрея Васильевича. Тогда боярин Сабуров был отпущен Марией к своему младшему сыну Андрею Большому. Вероятно, он служил воеводой в Вологде, так как во время Русско-казанской войны он как воевода «князя Андрея» командовал вологжанами в походе на Казань через Устюгу и Вятку. 
В 1468-1472 годах вместе с братом Константином Сверчком был послухом в данной князя Даниила Дмитриевича Холмского.
В 1471 году был послан князем Андреем по указанию Ивана III на реку Кокшенга. 
Во время похода Ивана III на Новгород в 1477 году командовал вологодским полком и двигался на левом фланге вместе с двором Марии Ярославны. 
Как вологодский воевода в 1483 году он снаряжал поход в Сибирь князя курбского Фёдора Семёновича Чёрного и Ивана Ивановича Салтыка Травина.
В «Шереметьевском списке думных чинов» Семён Фёдорович назван великокняжеским боярином, однако эти данные не подтверждаются другими источниками, в том числе и «Государевым родословцем».
Семён Фёдорович имел большие вотчины около Костромы. Известно, что в его владения входили сёла Якольское Большое (с деревнями в Мерском стану), Астафьевское (с Великим Егорьевским монастырём в Плеском стану), Колышинское (с деревнями в Костроме), Сабурово (в Устьмерском стану Коломенского уезда с деревней Псаревой).
Умер Семён Фёдорович в 1483/1484 году.

## Брак и дети
Имя жены Семёна Фёдоровича неизвестно. Дети:
- Константин
- Дмитрий (ум. после 1495), дворецкий
- Фёдор Муса (ум. 1519), окольничий с 1516, воевода
- Даниил Чурка